# Joan Ricart Aguilà
Joan Ricart Aguilà (Barcelona, 1958) és jugador de bowling i dirigent esportiu català.
Esquiador alpí i atleta en la seva joventut, i posteriorment gran jugador de bowling, va ser elegit president de la Federació Catalana de Bitlles i Bowling el mes de maig de 1985 i encara segueix en el càrrec com un dels dirigents catalans de més àmplia trajectòria. Mentre la llei ho va permetre, va compaginar el càrrec de president de la Federacaió Catalana amb el de jugador d'alt nivell de bowling, esport en el qual es va proclamar diverses vegades campió d'Espanya, i va ser subcampió d'Europa a Malmö l'any 1998. Durant el seu mandat ha aconseguit el reconeixement oficial de la Federació Catalana en el si de la Federació Internacional d'aquest esport (FIQ), que regula les especialitats de bowling de 10 (deu bitlles) i de 9 (nou bitlles). Va ser l'octubre de 2007 quan la FIQ, que és reconeguda pel Comitè Olímpic Internacional i de la qual també formava part la Federación Española de Bolos, va ratificar l'admissió de la Federació Catalana i va elegir Joan Ricart com a nou vicepresident. I per aquest motiu Ricart va rebre aquell mateix any el Premi Lluís Companys atorgat per la Plataforma Proseleccions Esportives Catalanes. Al marge del seu càrrec de president de la Federació Catalana, ha estat membre, el 31 de juliol de 1985, de l'assemblea constitutiva de la Unió de Federacions Esportives de Catalunya, del Consell Directiu de la qual va entrar a formar part l'any 2004. També va ser membre del Senat Olímpic dels Jocs de Barcelona 1992, vicepresident primer de la Federación Española de Bolos entre 2000 i 2004, i tresorer del Comitè Olímpic de Catalunya (COC) des del 2002 fins al 2006. I en l'àmbit internacional, al marge de vicepresident primer de la FIQ des de 2007, també és president de l'Associació Mundial de Bowling Six, constituïda a Barcelona el 2008. El prestigi adquirit en aquests càrrecs i en l'organització de nombroses competicions d'àmbit internacional a Catalunya va fer que l'associació mundial de periodistes de bowling World Bowling Writers el distingís el 2010 amb el premi Mort Luby Jr Distinguished Service Award pel seu mèrit personal al capdavant de la federació en la promoció del bowling en l'àmbit internacional. També ha estat un gran impulsor de les bitlles catalanes, esport autòcton del qual es va crear el primer reglament l'any 1988, i va introduir el bowling de 9, que no existia a Catalunya.